# 里道
里道是奥地利上奥地利州谢尔丁县的一个市镇。总面积8平方公里，总人口2007人，人口密度250.9人/平方公里（2005年）。